# باشگاه فوتبال پارادایس (باربادوس)
باشگاه فوتبال پارادایس یک باشگاه فوتبال حرفه‌ای باربادوس است که در دوور، در ناحیه جنوبی کرایست چرچ مستقر است.‌ آنها در لیگ برتر باربادوس بازی می‌کنند.

## افتخارات
- لیگ برتر باربادوس: ۴ قهرمانی[۲]
- جام حذفی باربادوس: ۶ قهرمانی[۳]